# Come Away with Me
Come Away with Me là album phòng thu đầu tay của nghệ sĩ thu âm người Mỹ Norah Jones, do hãng thu âm Blue Note Records phát hành vào ngày 26 tháng 2 năm 2002. Các buổi thu âm diễn ra tại Sorcerer Sound Studio ở thành phố New York và Allaire Studios ở Shokan, New York.
Come Away with Me đã giành vị trí quán quân trên bảng xếp hạng Billboard 200 của Mỹ, đồng thời được trao giải Grammy cho Album của năm và Album giọng pop xuất sắc nhất. Đến ngày 15 tháng 2 năm 2005, tác phẩm được Hiệp hội Công nghiệp Ghi âm Hoa Kỳ (RIAA) trao chứng nhận kim cương nhờ tiêu thụ hơn 10 triệu bản tại Hoa Kỳ và tính đến năm 2016, album đã bán được hơn 27 triệu bản trên toàn cầu, trở thành một trong album bán chạy nhất mọi thời đại, đồng thời là album phòng thu bán chạy thứ hai trong thế kỷ 21.

## Sáng tác
Come Away with Me là một album acoustic pop và blues pop, với phần trình diễn của Norah Jones cùng sự hỗ trợ từ các nhạc công: Kevin Breit, Bill Frisell, Adam Levy, Adam Rogers và Tony Scherr (guitar); Sam Yahel (organ); Jenny Scheinman (violin); Rob Burger (đàn phong cầm); cùng Brian Blade, Dan Rieser và Kenny Wollesen (trống). Jones tự sáng tác ca khúc chủ đề, trong khi tay guitar Jesse Harris sáng tác bài "Don't Know Why". Album còn bao gồm những phiên bản phóng tác của Jones từ "The Nearness of You" (Hoagy Carmichael) và "Cold, Cold Heart" (Hank Williams), trong đó bản đầu tiên được nhà sản xuất Arif Mardin chủ ý chọn làm ca khúc kết thúc album.
Come Away with Me kết hợp nhiều phong cách như blues, jazz, folk, soul và đồng quê. Bobby Dodd (All About Jazz) nhận định rằng dù album có những tiêu chuẩn jazz, giới thuần túy jazz và học thuật "có thể phủ nhận tính jazz trong âm nhạc của Jones do ảnh hưởng từ folk".

## Diễn biến thương mại
Come Away with Me ra mắt ở vị trí thứ 139 trên bảng xếp hạng Billboard 200 vào tháng 2 năm 2002 với 10.000 bản bán ra tuần đầu tiên. Dù phát hành trong thời kỳ nạn vi phạm bản quyền âm nhạc hoành hành và doanh số album suy giảm, album vẫn được Hiệp hội Công nghiệp Ghi âm Hoa Kỳ (RIAA) chứng nhận Bạch kim vào tháng 8 cùng năm. Gần một năm sau khi phát hành, album leo lên vị trí quán quân Billboard 200 vào tháng 1 năm 2003 với 108.000 bản bán ra trong tuần đó. Đến thời điểm lễ trao giải Grammy diễn ra tháng sau, Come Away with Me đã tiêu thụ 3 triệu bản tại Mỹ. Thành công của Jones tại giải thưởng giúp album bán thêm 600.000 bản chỉ trong tuần kế tiếp. Các đĩa CD của album được bán tại các cửa hàng Starbucks với giá chỉ 9.99 USD - thấp hơn hầu hết album cùng thời. Tổng cộng, album có mặt trên Billboard 200 trong 165 tuần và bán được 11,1 triệu bản tại Mỹ tính đến tháng 3 năm 2016. RIAA trao album chứng nhận Kim cương vào tháng 2 năm 2005 nhờ doanh số vượt 10 triệu bản tại Mỹ, đồng thời trở thành album bán chạy thứ 11 trong kỷ nguyên Nielsen SoundScan tính đến năm 2016.
Tính đến tháng 10 năm 2016, Come Away with Me đã bán hơn 27 triệu bản toàn cầu. Phần mềm "Hit Song Science" của Polyphonic HMI tuyên bố đã dự đoán thành công của album từ nhiều tháng trước khi phát hành, trái ngược với những hoài nghi ban đầu từ giới chuyên môn. Tại Đức, album ra mắt ở vị trí 37, có mặt trên bảng xếp hạng German Albums Chart suốt 141 tuần và vươn lên vị trí á quân ở tuần thứ 37 - giữ vững trong 4 tuần liên tiếp. Với 750.000 bản tiêu thụ (đạt chứng nhận 5× Vàng), Come Away with Me trở thành album thành công nhất của Jones tại thị trường Đức và một trong những album có thời gian lưu bảng lâu nhất lịch sử bảng xếp hạng nước này. Tính đến năm 2016, album đã bán được hơn 27 triệu bản trên toàn cầu, trở thành một trong những album bán chạy nhất mọi thời đại, đồng thời là album phòng thu bán chạy thứ hai trong thế kỷ 21 (tính đến tháng 6 năm 2021).

## Đánh giá chuyên môn
| Đánh giá chuyên môn       | Đánh giá chuyên môn |
| Điểm trung bình           | Điểm trung bình     |
| Nguồn                     | Đánh giá            |
| ------------------------- | ------------------- |
| Metacritic                | 82/100              |
| Nguồn đánh giá            |                     |
| Nguồn                     | Đánh giá            |
| AllMusic                  | [ 18 ]              |
| Chicago Sun-Times         | [ 19 ]              |
| DownBeat                  | [ 20 ]              |
| Entertainment Weekly      | A−                  |
| The Guardian              | [ 22 ]              |
| Los Angeles Times         | [ 23 ]              |
| The Philadelphia Inquirer | [ 24 ]              |
| Pitchfork                 | 7,5/10              |
| Rolling Stone             | [ 26 ]              |
| Vibe                      | 3,5/5               |

Come Away with Me nhận được sự đánh giá cao từ giới phê bình âm nhạc. Trên Metacritic - nền tảng tổng hợp điểm số chuẩn hóa từ 0-100 dựa trên các bài đánh giá chính thống, album đạt điểm trung bình 82/100 (tính từ 9 bài phê bình), mức điểm thể hiện "đa số là lời khen".
Album nhận được 3,5/4 sao từ cả Chicago Sun-Times và Los Angeles Times. David R. Adler của AllMusic nhận xét: "Dù giai điệu album có phần đơn điệu sau vài bài, nó vẫn cho thấy tài năng quyến rũ đặc biệt của Jones." Robert Christgau của The Village Voice gọi đây là "album kém jazz nhất từng được Blue Note phát hành", chỉ trích việc "giọng hát của Jones chiếm lĩnh hoàn toàn đĩa nhạc."
The A.V. Club dành lời khen ngợi: "Là không gian phô diễn chất giọng phi thường của Jones, album cho thấy một ca sĩ có khả năng thấu hiểu tác phẩm thay vì lạm dụng nó." E! Online chấm điểm A và nhận định: "Với 14 ca khúc đẹp đẽ mà gần gũi, album đầu tay này chứa đựng sự chín chắn trong tình yêu cùng vẻ gợi cảm thông minh - điều khó tin khi Jones mới chỉ 22 tuổi, trẻ hơn cả Britney Spears thời đó."
Kludge xếp album vào danh sách những tác phẩm âm nhạc xuất sắc nhất năm 2002. Tuy nhiên, Mark Beaumont của NME (2016) lại liệt kê album vào danh sách 8 album bán chạy nhất tại Anh nhưng "không có gì đáng khen ngợi", miêu tả bằng cụm từ: "thứ nhạc jazz muzak tường tẻ nhạt, đơn điệu ru ngủ".

## Phiên bản kỷ niệm 20 năm
Tháng 4 năm 2022, một phiên bản mở rộng remaster của Come Away with Me đã được phát hành. Phiên bản này bao gồm các bản demo từ đĩa mở rộng First Sessions (chỉ dành cho mục đích quảng cáo) và 22 bản demo, bản thu nháp và các phiên bản khác chưa từng được công bố trước đây.

## Giải thưởng và vinh danh
Tạp chí Rolling Stone xếp hạng Come Away with Me ở vị trí thứ 54 trong danh sách 100 album hay nhất thập niên. Trong khi đó, Rhapsody cũng xếp album này ở vị trí thứ 16, còn Spinner đưa tác phẩm vào danh sách 42 album xuất sắc nhất của thập niên 2000.
| Năm  | Giải thưởng                   | Tác phẩm/người được đề cử | Hạng mục                                        | Chú thích     |
| ---- | ----------------------------- | ------------------------- | ----------------------------------------------- | ------------- |
| 2002 | Giải thưởng âm nhạc Ý         | Norah Jones               | Phát hiện quốc tế của năm                       | [ 36 ]        |
| 2003 | Giải Grammy                   | Come Away with Me         | Album của năm                                   | [ 37 ] [ 38 ] |
| 2003 | Giải Grammy                   | Come Away with Me         | Album (phi cổ điển) được xây dựng xuất sắc nhất | [ 37 ] [ 38 ] |
| 2003 | Giải Grammy                   | Come Away with Me         | Nhà sản xuất (phi cổ điển) của năm              | [ 37 ] [ 38 ] |
| 2003 | Giải Grammy                   | Come Away with Me         | Album giọng pop xuất sắc nhất                   | [ 37 ] [ 38 ] |
| 2003 | Giải Grammy                   | "Don't Know Why"          | Trình diễn giọng pop nữ xuất sắc nhất           | [ 37 ] [ 38 ] |
| 2003 | Giải Grammy                   | "Don't Know Why"          | Thu âm của năm                                  | [ 37 ] [ 38 ] |
| 2003 | Giải Grammy                   | "Don't Know Why"          | Bài hát của năm                                 | [ 37 ] [ 38 ] |
| 2003 | Giải Grammy                   | Norah Jones               | Nghệ sĩ mới xuất sắc nhất                       | [ 37 ] [ 38 ] |
| 2003 | Giải thưởng Đĩa vàng Nhật Bản | Come Away with Me         | Album jazz quốc tế của năm                      | [ 39 ]        |
| 2003 | Giải Brit                     | Norah Jones               | Nghệ sĩ quốc tế đột phá                         | [ 36 ]        |

## Danh sách ca khúc
| STT              | Nhan đề                     | Sáng tác                        | Thời lượng |
| ---------------- | --------------------------- | ------------------------------- | ---------- |
| 1.               | "Don't Know Why"            | Jesse Harris                    | 3:06       |
| 2.               | "Seven Years"               | Lee Alexander                   | 2:25       |
| 3.               | "Cold Cold Heart"           | Hank Williams                   | 3:38       |
| 4.               | "Feelin' the Same Way"      | Alexander                       | 2:55       |
| 5.               | "Come Away with Me"         | Norah Jones                     | 3:18       |
| 6.               | "Shoot the Moon"            | Harris                          | 3:57       |
| 7.               | "Turn Me On"                | John D. Loudermilk              | 2:33       |
| 8.               | "Lonestar"                  | Alexander                       | 3:05       |
| 9.               | "I've Got to See You Again" | Harris                          | 4:13       |
| 10.              | "Painter Song"              | Alexander JC Hopkins            | 2:41       |
| 11.              | "One Flight Down"           | Harris                          | 3:03       |
| 12.              | "Nightingale"               | Jones                           | 4:11       |
| 13.              | "The Long Day Is Over"      | Jones Harris                    | 2:44       |
| 14.              | "The Nearness of You"       | Hoagy Carmichael Ned Washington | 3:09       |
| Tổng thời lượng: | Tổng thời lượng:            | Tổng thời lượng:                | 44:58      |

| iTunes LP deluxe version | iTunes LP deluxe version                           | iTunes LP deluxe version | iTunes LP deluxe version |
| STT                      | Nhan đề                                            | Sáng tác                 | Thời lượng               |
| ------------------------ | -------------------------------------------------- | ------------------------ | ------------------------ |
| 15.                      | "I'll Be Your Baby Tonight"                        | Bob Dylan                | 3:20                     |
| 16.                      | "Something Is Calling You" (original demo version) | Harris                   | 3:33                     |
| 17.                      | "Peace"                                            | Horace Silver            | 3:52                     |
| 18.                      | "Don't Know Why" (music video)                     |                          | 3:11                     |
| 19.                      | "Come Away with Me" (music video)                  |                          | 3:19                     |

| 20th Anniversary Deluxe Edition Disc Two | 20th Anniversary Deluxe Edition Disc Two                            | 20th Anniversary Deluxe Edition Disc Two | 20th Anniversary Deluxe Edition Disc Two |
| STT                                      | Nhan đề                                                             | Details                                  | Thời lượng                               |
| ---------------------------------------- | ------------------------------------------------------------------- | ---------------------------------------- | ---------------------------------------- |
| 1.                                       | "Spring Can Really Hang You Up the Most" (Demo)                     |                                          | 3:48                                     |
| 2.                                       | "Walkin’ My Baby Back Home" (Demo)                                  |                                          | 3:37                                     |
| 3.                                       | "World of Trouble" (Demo)                                           |                                          | 4:45                                     |
| 4.                                       | "The Only Time" (First Sessions Outtake)                            |                                          | 4:32                                     |
| 5.                                       | "I Didn’t Know about You" (First Sessions Outtake)                  |                                          | 2:32                                     |
| 6.                                       | "Something Is Calling You (tabla version)" (First Sessions Outtake) |                                          | 3:22                                     |
| 7.                                       | "Just Like a Dream Today" (First Sessions Outtake)                  |                                          | 3:08                                     |
| 8.                                       | "When Sunny Gets Blue" (First Sessions Outtake)                     |                                          | 3:09                                     |
| 9.                                       | "What Am I to You" (First Sessions Outtake)                         |                                          | 3:30                                     |
| 10.                                      | "Hallelujah I Love Him So" (First Sessions Outtake)                 |                                          | 3:05                                     |
| 11.                                      | "Day Dream" (First Sessions Outtake)                                |                                          | 3:32                                     |
| 12.                                      | "Don’t Know Why"                                                    | from First Sessions                      | 3:09                                     |
| 13.                                      | "Come Away with Me"                                                 | from First Sessions                      | 3:05                                     |
| 14.                                      | "Something Is Calling You"                                          | from First Sessions                      | 3:24                                     |
| 15.                                      | "Turn Me on"                                                        | from First Sessions                      | 2:35                                     |
| 16.                                      | "Lonestar"                                                          | from First Sessions                      | 3:05                                     |
| 17.                                      | "Peace"                                                             | from First Sessions                      | 3:51                                     |

| 20th Anniversary Deluxe Edition Disc Three – The Allaire Sessions | 20th Anniversary Deluxe Edition Disc Three – The Allaire Sessions | 20th Anniversary Deluxe Edition Disc Three – The Allaire Sessions |
| STT                                                               | Nhan đề                                                           | Thời lượng                                                        |
| ----------------------------------------------------------------- | ----------------------------------------------------------------- | ----------------------------------------------------------------- |
| 1.                                                                | "I’ll Be Your Baby Tonight"                                       | 3:17                                                              |
| 2.                                                                | "I’ve Got To See You Again" (Alternate Version)                   | 4:11                                                              |
| 3.                                                                | "What Would I Do"                                                 | 4:00                                                              |
| 4.                                                                | "Come Away with Me" (Alternate Version)                           | 3:27                                                              |
| 5.                                                                | "Picture in a Frame" (Alternate Mix)                              | 3:32                                                              |
| 6.                                                                | "Nightingale" (Alternate Version)                                 | 4:07                                                              |
| 7.                                                                | "Peace" (Alternate Version)                                       | 2:58                                                              |
| 8.                                                                | "What Am I to You" (Alternate Version)                            | 3:08                                                              |
| 9.                                                                | "Painter Song" (Alternate Version)                                | 2:50                                                              |
| 10.                                                               | "Turn Me on" (Alternate Version)                                  | 4:17                                                              |
| 11.                                                               | "A Little at a Time"                                              | 3:03                                                              |
| 12.                                                               | "One Flight Down" (Alternate Version)                             | 3:33                                                              |
| 13.                                                               | "Fragile"                                                         | 3:40                                                              |

## Đội ngũ sản xuất
- Norah Jones – hát, piano (trừ track 2, 4, 8), piano điện tử Wurlitzer (track 4)
- Sam Yahel – Hammond B-3 organ (6, 7, 11)
- Rob Burger – pump organ (8), phong cầm (10)
- Jesse Harris – guitar acoustic (1, 5, 6, 9, 11–13), guitar điện (1)
- Adam Levy – guitar điện (3, 5, 6, 9, 11, 12), guitar acoustic (8, 10)
- Kevin Breit – guitar acoustic (2, 4), National guitar (2), guitar điện (4, 13)
- Adam Rogers – guitar (7)
- Tony Scherr – slide guitar và guitar acoustic (8)
- Bill Frisell – guitar điện (13)
- Jenny Scheinman – violin (9, 11)
- Lee Alexander – bass (exc. 14)
- Brian Blade – trống (2, 4, 6, 8–10, 12), bộ gõ (2, 9)
- Dan Rieser – trống (1, 5, 7, 11)
- Kenny Wollesen – trống (13)

Đội kỹ thuật viên
- Nhà sản xuất: Arif Mardin, Norah Jones và Jay Newland (2, 4, 13, 2.4/17, track gốc của bài 1, 7), Craig Street (orig. tracks of 2, 4, 13, 2.1, 2.3/15)
- Kỹ sư âm thanh: Jay Newland, S. Husky Höskulds (track gốc của bài 2, 4, 13, 2.1, 2.3/15)
- Kỹ sư trợ lý: Dick Kondas, Mark Birkey (1, 7), Brandon Mason (track gốc của bài 2, 4, 13)
- Phối khí: Jay Newland, Arif Mardin (trừ track 2, 4, 13)
- Trợ lý phối khí: Todd Parker (2, 4, 13)
- Master: Ted Jensen

## Bảng xếp hạng
| Bảng xếp hạng (2002–2005)                | Vị trí cao nhất |
| ---------------------------------------- | --------------- |
| Argentinian Albums (CAPIF)               | 1               |
| Album Úc (ARIA)                          | 1               |
| Australian Jazz & Blues Albums (ARIA)    | 1               |
| Album Áo (Ö3 Austria)                    | 2               |
| Album Bỉ (Ultratop Vlaanderen)           | 1               |
| Album Bỉ (Ultratop Wallonie)             | 1               |
| Album Canada (Billboard)                 | 1               |
| Album Đan Mạch (Hitlisten)               | 1               |
| Album Hà Lan (Album Top 100)             | 1               |
| European Albums (Music & Media)          | 1               |
| Album Phần Lan (Suomen virallinen lista) | 5               |
| Album Pháp (SNEP)                        | 1               |
| Album Đức (Offizielle Top 100)           | 2               |
| Greek Albums (IFPI Greece)               | 1               |
| Album Hungaria (MAHASZ)                  | 20              |
| Album Ireland (IRMA)                     | 1               |
| Album Ý (FIMI)                           | 7               |
| Japanese Albums (Oricon)                 | 10              |
| Album New Zealand (RMNZ)                 | 1               |
| Album Na Uy (VG-lista)                   | 1               |
| Album Ba Lan (ZPAV)                      | 3               |
| Portuguese Albums (AFP)                  | 1               |
| Spanish Albums (PROMUSICAE)              | 6               |
| Album Scotland (OCC)                     | 1               |
| Singaporean Albums (RIAS)                | 5               |
| Album Thụy Điển (Sverigetopplistan)      | 1               |
| Album Thụy Sĩ (Schweizer Hitparade)      | 2               |
| Album Anh Quốc (OCC)                     | 1               |
| Album Anh Quốc Jazz & Blues (OCC)        | 1               |
| Album Hoa Kỳ Billboard 200               | 1               |
| Album Hoa Kỳ Heatseekers (Billboard)     | 5               |
| Album Hoa Kỳ Top Catalog (Billboard)     | 1               |
| Album Hoa Kỳ Top Jazz (Billboard)        | 1               |

| Bảng xếp hạng (2013)    | Vị trí cao nhất |
| ----------------------- | --------------- |
| Album Hàn Quốc (Circle) | 30              |

| Bảng xếp hạng (2014) | Vị trí cao nhất |
| -------------------- | --------------- |
| Album Ba Lan (ZPAV)  | 1               |

| Bảng xếp hạng (2016)    | Vị trí cao nhất |
| ----------------------- | --------------- |
| Czech Albums (ČNS IFPI) | 47              |

| Bảng xếp hạng (2002)                              | Vị trí |
| ------------------------------------------------- | ------ |
| Australian Albums (ARIA)                          | 39     |
| Australian Jazz & Blues Albums (ARIA)             | 2      |
| Belgian Albums (Ultratop Flanders)                | 86     |
| Belgian Albums (Ultratop Wallonia)                | 97     |
| Canadian Albums (Nielsen SoundScan)               | 17     |
| Canadian Jazz Albums (Nielsen SoundScan)          | 2      |
| Danish Albums (Hitlisten)                         | 15     |
| Dutch Albums (Album Top 100)                      | 13     |
| European Albums (Music & Media)                   | 12     |
| French Albums (SNEP)                              | 20     |
| German Albums (Offizielle Top 100)                | 83     |
| Irish Albums (IRMA)                               | 15     |
| Italian Albums (FIMI)                             | 33     |
| New Zealand Albums (RMNZ)                         | 1      |
| Swedish Albums (Sverigetopplistan)                | 17     |
| Swedish Albums & Compilations (Sverigetopplistan) | 23     |
| UK Albums (OCC)                                   | 11     |
| US Billboard 200                                  | 30     |
| US Top Jazz Albums (Billboard)                    | 10     |
| Worldwide Albums (IFPI)                           | 11     |

| Bảng xếp hạng (2003)                              | Vị trí |
| ------------------------------------------------- | ------ |
| Argentine Albums (CAPIF)                          | 19     |
| Australian Albums (ARIA)                          | 2      |
| Australian Jazz & Blues Albums (ARIA)             | 1      |
| Austrian Albums (Ö3 Austria)                      | 9      |
| Belgian Albums (Ultratop Flanders)                | 3      |
| Belgian Albums (Ultratop Wallonia)                | 2      |
| Danish Albums (Hitlisten)                         | 4      |
| Dutch Albums (Album Top 100)                      | 2      |
| European Albums (Music & Media)                   | 1      |
| French Albums (SNEP)                              | 2      |
| German Albums (Offizielle Top 100)                | 6      |
| Irish Albums (IRMA)                               | 1      |
| Italian Albums (FIMI)                             | 49     |
| Japanese Albums (Oricon)                          | 74     |
| New Zealand Albums (RMNZ)                         | 2      |
| Swedish Albums (Sverigetopplistan)                | 3      |
| Swedish Albums & Compilations (Sverigetopplistan) | 7      |
| Swiss Albums (Schweizer Hitparade)                | 4      |
| UK Albums (OCC)                                   | 5      |
| US Billboard 200                                  | 2      |
| US Contemporary Jazz Albums (Billboard)           | 1      |
| Worldwide Albums (IFPI)                           | 1      |

| Bảng xếp hạng (2004)                              | Vị trí |
| ------------------------------------------------- | ------ |
| Australian Albums (ARIA)                          | 41     |
| Australian Jazz & Blues Albums (ARIA)             | 3      |
| Austrian Albums (Ö3 Austria)                      | 10     |
| Belgian Albums (Ultratop Flanders)                | 7      |
| Belgian Albums (Ultratop Wallonia)                | 32     |
| Danish Albums (Hitlisten)                         | 24     |
| Dutch Albums (Album Top 100)                      | 34     |
| European Top 100 Albums (Billboard)               | 6      |
| French Albums (SNEP)                              | 16     |
| German Albums (Offizielle Top 100)                | 16     |
| Swedish Albums (Sverigetopplistan)                | 28     |
| Swedish Albums & Compilations (Sverigetopplistan) | 36     |
| Swiss Albums (Schweizer Hitparade)                | 18     |
| UK Albums (OCC)                                   | 52     |
| US Billboard 200                                  | 36     |
| US Contemporary Jazz Albums (Billboard)           | 1      |
| Worldwide Albums (IFPI)                           | 30     |

| Bảng xếp hạng (2005)                        | Vị trí |
| ------------------------------------------- | ------ |
| Australian Jazz & Blues Albums (ARIA)       | 6      |
| Belgian Midprice Albums (Ultratop Flanders) | 8      |
| Belgian Midprice Albums (Ultratop Wallonia) | 17     |
| French Albums (SNEP)                        | 140    |
| US Catalog Albums (Billboard)               | 8      |
| US Contemporary Jazz Albums (Billboard)     | 3      |

| Bảng xếp hạng (2006)                        | Vị trí |
| ------------------------------------------- | ------ |
| Australian Jazz & Blues Albums (ARIA)       | 3      |
| Belgian Midprice Albums (Ultratop Flanders) | 3      |
| Belgian Midprice Albums (Ultratop Wallonia) | 6      |
| US Catalog Albums (Billboard)               | 12     |

| Bảng xếp hạng (2007)                        | Vị trí |
| ------------------------------------------- | ------ |
| Australian Jazz & Blues Albums (ARIA)       | 5      |
| Belgian Midprice Albums (Ultratop Flanders) | 9      |
| Belgian Midprice Albums (Ultratop Wallonia) | 19     |
| US Catalog Albums (Billboard)               | 13     |

| Bảng xếp hạng (2008)                        | Vị trí |
| ------------------------------------------- | ------ |
| Australian Jazz & Blues Albums (ARIA)       | 9      |
| Belgian Midprice Albums (Ultratop Flanders) | 20     |
| Belgian Midprice Albums (Ultratop Wallonia) | 29     |

| Bảng xếp hạng (2009)                  | Vị trí |
| ------------------------------------- | ------ |
| Australian Jazz & Blues Albums (ARIA) | 8      |

| Bảng xếp hạng (2010)                       | Vị trí |
| ------------------------------------------ | ------ |
| Australian Jazz & Blues Albums (ARIA)      | 5      |
| South Korean International Albums (Circle) | 44     |

| Bảng xếp hạng (2011)                       | Vị trí |
| ------------------------------------------ | ------ |
| South Korean International Albums (Circle) | 75     |

| Bảng xếp hạng (2012)                       | Vị trí |
| ------------------------------------------ | ------ |
| South Korean International Albums (Circle) | 59     |

| Bảng xếp hạng (2013)                       | Vị trí |
| ------------------------------------------ | ------ |
| South Korean International Albums (Circle) | 96     |

| Bảng xếp hạng (2015)                       | Vị trí |
| ------------------------------------------ | ------ |
| South Korean International Albums (Circle) | 94     |

| Bảng xếp hạng (2016)                       | Vị trí |
| ------------------------------------------ | ------ |
| South Korean International Albums (Circle) | 87     |

| Bảng xếp hạng (2019)                  | Vị trí |
| ------------------------------------- | ------ |
| Australian Jazz & Blues Albums (ARIA) | 4      |

| Bảng xếp hạng (2020)                    | Vị trí |
| --------------------------------------- | ------ |
| Australian Jazz & Blues Albums (ARIA)   | 2      |
| US Contemporary Jazz Albums (Billboard) | 1      |

| Bảng xếp hạng (2021)                    | Vị trí |
| --------------------------------------- | ------ |
| Australian Jazz & Blues Albums (ARIA)   | 1      |
| US Contemporary Jazz Albums (Billboard) | 1      |

| Bảng xếp hạng (2022)                    | Vị trí |
| --------------------------------------- | ------ |
| Australian Jazz & Blues Albums (ARIA)   | 1      |
| US Contemporary Jazz Albums (Billboard) | 1      |

| Bảng xếp hạng (2023)                    | Vị trí |
| --------------------------------------- | ------ |
| Australian Jazz & Blues Albums (ARIA)   | 1      |
| US Contemporary Jazz Albums (Billboard) | 1      |

| Bảng xếp hạng (2024)                    | Vị trí |
| --------------------------------------- | ------ |
| Belgian Albums (Ultratop Flanders)      | 173    |
| US Contemporary Jazz Albums (Billboard) | 1      |

| Bảng xếp hạng (2000–09)        | Vị trí |
| ------------------------------ | ------ |
| Australian Albums (ARIA)       | 4      |
| UK Albums (OCC)                | 14     |
| US Billboard 200               | 4      |
| US Top Jazz Albums (Billboard) | 1      |

| Bảng xếp hạng            | Vị trí |
| ------------------------ | ------ |
| US Billboard 200         | 26     |
| US Billboard 200 (Women) | 14     |

## Chứng nhận và doanh số
| Quốc gia | Chứng nhận   | Số đơn vị/doanh số chứng nhận |
| --- | ------------ | ----------------------------- |
| Argentina (CAPIF) | 2× Bạch kim  | 80.000^                       |
| Úc (ARIA) | 11× Bạch kim | 800,000                       |
| Áo (IFPI Áo) | 2× Bạch kim  | 80.000*                       |
| Bỉ (BEA) | 2× Bạch kim  | 100.000*                      |
| Brasil (Pro-Música Brasil) | Bạch kim     | 125.000*                      |
| Canada (Music Canada) | Kim cương    | 1.000.000^                    |
| Đan Mạch (IFPI Đan Mạch) | 11× Bạch kim | 220.000‡                      |
| Pháp (SNEP) | Kim cương    | 1,160,000                     |
| Đức (BVMI) | 5× Vàng      | 1.250.000^                    |
| Hy Lạp (IFPI Hy Lạp) | Vàng         | 15.000^                       |
| Ý doanh số (2002-2004) | —            | 150.000                       |
| Ý (FIMI) doanh số từ năm 2009 | Bạch kim     | 50.000‡                       |
| Nhật Bản (RIAJ) | 2× Bạch kim  | 500.000^                      |
| Hà Lan (NVPI) | 2× Bạch kim  | 415,000                       |
| New Zealand (RMNZ) | 11× Bạch kim | 165.000^                      |
| Na Uy | —            | 55.000                        |
| Ba Lan (ZPAV) | 2× Bạch kim  | 80.000*                       |
| Bồ Đào Nha (AFP) | 2× Bạch kim  | 80.000^                       |
| Nga (NFPF) | Vàng         | 10.000*                       |
| Hàn Quốc | —            | 73.214                        |
| Tây Ban Nha (PROMUSICAE) | Bạch kim     | 100.000^                      |
| Thụy Điển (GLF) | Bạch kim     | 60.000^                       |
| Thụy Sĩ (IFPI) | 3× Bạch kim  | 120.000^                      |
| Anh Quốc (BPI) | 8× Bạch kim  | 2,556,651                     |
| Hoa Kỳ (RIAA) | 12× Bạch kim | 12.000.000‡                   |
| Tổng hợp |              |                               |
| Châu Âu (IFPI) | 7× Bạch kim  | 7.000.000*                    |
| * Chứng nhận dựa theo doanh số tiêu thụ. ^ Chứng nhận dựa theo doanh số nhập hàng. ‡ Chứng nhận dựa theo doanh số tiêu thụ và phát trực tuyến. |              |                               |